# Aquel viejo molino
Aquel viejo molino és una pel·lícula dramàtica espanyola en blanc i negre dirigida per Ignasi F. Iquino. Fou estrenada al Cine Kursaal de Barcelona el 28 de juny de 1946 i al Cine Coliseum de Madrid el 21 de novembre de 1946. L'única còpia localitzable de la pel·lícula fou adquirida el 2018 a un col·leccionista de Buenos Aires.

## Sinopsi
Lucas és un jove extremeny que viu en un molí. Un dia decideix donar un gir radical a la seva vida i marxar a Amèrica ala recerca de riques i aventures. Quan temps més tard torna a Extremadura troba el molí derrocat i aleshores es posa a reconstruir-lo.

## Repartiment
- Carlos Agostí
- Antonio Bienvenida
- Luis Bienvenida
- Antonio Bofarull
- Jaime Borrás
- Pedro Cabré
- Carmen Campoy
- Ernesto Campoy
- Arturo Cámara
- Silvia de Soto
- María Francés
- Ricardo Fuentes
- Fernando Galiana
- Pepi Gaos

## Premis
La pel·lícula va aconseguir un premi econòmic de 250.000 ptes, als premis del Sindicat Nacional de l'Espectacle de 1946.